# Anacroneuria cotacachi
Anacroneuria cotacachi és una espècie d'insecte plecòpter pertanyent a la família dels pèrlids.

## Descripció
- La placa subgenital de la femella es troba fortament plegada amb els lòbuls laterals.
- El primer segment de les antenes és marró.[5]

## Hàbitat
En el seu estadi immadur és aquàtic i viu a l'aigua dolça, mentre que com a adult és terrestre i volador.

## Distribució geogràfica
Es troba a Sud-amèrica: l'Equador.